# José García Vayas
José García Vayas (Estella, 1889 - França, 1962) va ser un militar espanyol, que va participar en la Guerra civil espanyola.

## Biografia
Va ingressar a l'acadèmia d'Infanteria el 1909, llicenciant-se el 1912 com a segon tinent d'Infanteria. Va ser destinat al Regiment València de Santander. El 1918 va ascendir a capità. L'any 1934 va ascendir a comandant d'Infanteria i més tard va ser nomenat cap del 2n batalló d'El Dueso del Regiment amb seu a Santoña. José García Vayas va tenir un paper decisiu en el període de Guerra Civil a la regió càntabra. Destacava per les seves idees esquerranes, durant la dictadura de Primo de Rivera va sofrir el rebuig dels seus companys d'armes.
José García Vayas va ser clau per a desarticular els plans colpistes a la província de Santander. Primer aconsegueix frustrar els propòsits dels capitans del batalló al seu comandament d'incorporar-se a la revolta militar. Als pocs dies, en una hàbil jugada del president de la Diputació provincial, el socialista Juan Ruiz Olazarán, és nomenat comandant militar de Santander i cap del Regiment «València» en substitució del coronel Pérez y Argüelles. D'aquesta forma, es frena la possibilitat d'una revolta militar a la regió càntabra. En aquesta labor va comptar amb la col·laboració del seu ajudant, el capità José Bueno Quejo, qui inicialment va mantenir una actitud dubtosa.
Més tard i durant les operacions militars dutes a terme a la regió, es va dedicar de manera exclusiva a la direcció militar de les columnes milicianes que actuaven a la província. Posteriorment seria nomenat cap del Cos d'exèrcit de Santander —reconvertit després en el XV Cos d'Exèrcit, del qual també va ser comandant. Va ser ascendit a tinent coronel. José García posseïa tal popularitat que els diversos intents de rellevar-lo del comandament als inicis de l'ofensiva franquista sobre Santander van ser inútils. No obstant això, el mal acompliment que va tenir el XV Cos d'Exèrcit durant la batalla de Santander va ser destituït i substituït per Francisco Galán Rodríguez.
Després que la ciutat de Santander caigués en mans franquistes, va ser nomenat inspector dels CRIM (Centres de Reclutament, Instrucció, i Mobilització). No obstant això, el final de la guerra l'obliga a exiliar-se, residint a França fins a la seva mort, l'any 1962.